# 附指定
附指定（つけたりしてい）あるいは単に附（つけたり）とは、建造物、美術工芸品、考古資料、歴史資料等を重要文化財や都道府県指定文化財等に指定する際に、文化財本体に関連する物品や資料等を本体と併せて文化財指定することである。

## 概要
たとえば、建造物を文化財指定する際に、棟札（建立の由来や年月を記した木札）や竣工時の図面等を附指定することがある。
国宝や国の重要文化財の場合、附物件および附書は「国宝又は重要文化財指定書規則」（昭和二十五年〈1950年〉文化財保護委員会規則第七号）第3条により、文化財および文化財指定書の一部として取り扱うことが定められている。

## 例
- 国宝に指定されている東大寺金堂（大仏殿）は、棟札1枚が附指定されている。